# Andre Matos
Andre Coelho Matos (São Paulo, 14 de setembro de 1971 — São Paulo, 8 de junho de 2019) foi um cantor, compositor, maestro, produtor e pianista brasileiro, conhecido por ter sido vocalista das bandas Viper, Angra e Shaman. O artista vendeu milhões de cópias durante a sua carreira. Também capitaneou os projetos Virgo e Symfonia, além de ter feito participações especiais em bandas como Avantasia e Aina.  Desde outubro de 2006, estava em carreira solo.
Em seu currículo constam Regência Orquestral, Composição Musical, habilitação em Canto Lírico e habilitação em Piano Erudito. Foi eleito o 77º melhor cantor brasileiro de todos os tempos pela revista Rolling Stone Brasil.

## História

### Viper (1985–1990) e (2012-2015)
Andre Matos começou seus estudos musicais ainda na infância aos sete anos de idade com aulas de piano e ingressou em sua primeira banda, o Viper, aos 13 anos. Como a banda ainda não tinha um vocalista, Andre foi o escolhido para assumir os vocais, apesar de achar que não tinha capacidade para isso, pois o que realmente sabia fazer era tocar piano e teclado. Com o Viper Andre Matos gravou a demo The Killera Sword em 1985 e os álbuns Soldiers of Sunrise, em 1987, e Theatre of Fate, em 1989.
Com estes dois discos a banda teve um reconhecimento internacional, principalmente no Japão e na Europa e que resultou no lançamentos dos álbuns no Japão. Após o lançamento de Theatre of Fate Andre decidiu deixar o Viper, pois não conseguiria conciliar a banda com seus estudos na faculdade, e com isso ocorreu sua separação da banda. Andre Matos ingressou na Faculdade de Artes Santa Marcelina e no último ano transferiu-se para a Faculdade de Artes Alcântara Machado, graduando-se como bacharel em Regência Orquestral e Composição Musical. Andre também estudou durante sete anos canto lírico junto ao professor de técnica e interpretação vocais Francisco Campos, professor titular da Universidade de São Paulo.

### Angra (1990–2000)
Enquanto esteve na faculdade, Andre Matos conheceu Rafael Bittencourt e com ele teve a ideia de começar uma nova banda onde pudessem mesclar o heavy metal com a música erudita, o que mais tarde resultaria na criação do Angra. Com o Angra, desenvolveu uma carreira ao longo de nove anos com turnês pelo Brasil, Europa, Ásia e América Latina, com mais de um milhão de cópias vendidas e que deram a ele projeção mundial, consagrando Andre Matos como um dos principais vocalistas do chamado power metal.
Com o Angra Andre Matos gravou a demo tape Reaching Horizons em 1992, o álbum Angels Cry em 1993, lançando o single "Carry On", EP Evil Warning em 1994, a demo tape Eyes of Christ em 1995 e o álbum Holy Land em 1996. Ainda no mesmo ano o Angra lançou o single "Make Believe" e o EP Freedom Call, em 1997 e o ao vivo Holy Live e em 1998 os singles "Lisbon" e "Rainy Nights" e o álbum Fireworks.

### Shaman (2000–2006) e (2018-2019)
No começo de 2000 Andre decide deixar o Angra devido a problemas com o empresário da banda. O baixista Luis Mariutti e o baterista Ricardo Confessori também deixam o Angra juntamente com Andre Matos e formam a banda Shaman (que posteriormente mudou o nome para "Shaaman" e hoje em dia voltou a ser chamada "Shaman" com apenas um "A"), convidando Hugo Mariutti para ser o guitarrista. Logo com seu primeiro álbum, o Ritual lançado em 2002, a banda assinou contratos com vários selos no exterior, como JVC no Japão e Universal Music no Brasil. O álbum teve inclusive uma de suas faixas ("Fairy Tale", de autoria de Andre Matos) incluída na trilha sonora da novela global O Beijo do Vampiro. No ano seguinte foi a vez do lançamento do DVD RituAlive gravado no Credicard Hall e que contou com as participações especiais de Marcus Viana, Tobias Sammet, Sascha Paeth, Andi Deris e Michael Weikath, um DVD cuja qualidade de vídeo e áudio foi considerada acima da média. Em 2005 o Shaman lançou o álbum Reason que resultou em mais uma turnê mundial.
Nesse período Andre Matos também desenvolveu o projeto Virgo junto ao guitarrista e produtor alemão Sascha Paeth. Este foi um projeto mais voltado para o Rock em geral, com o qual Andre foi além do seu tradicional modo de compor. Ainda nos primeiros anos do Shaman, Andre Matos fez participações especiais nos dois primeiros álbuns da banda Avantasia, idealizada por Tobias Sammet. Os álbuns The Metal Opera e The Metal Opera Part II foram lançados em 2001 e 2002 respectivamente. Andre ainda participou da primeira turnê do projeto em 2008, na época em que o Avantasia estava lançando o seu terceiro álbum The Scarecrow.

### Carreira Solo e Symfonia (2006–2019)
Em 2006, Andre e os irmãos Hugo e Luis Mariutti decidem deixar o Shaman e soltaram um comunicado oficial explicando a decisão. Após o fim da banda, Andre Matos se apresentou no festival Live 'N' Louder com um time de músicos que contava com Luis Mariutti, Hugo Mariutti, André Hernandes, Fabio Ribeiro e Rafael Rosa, anunciando pouco tempo depois que estes seriam os músicos que o acompanhariam em sua nova empreitada, o início de sua carreira solo.
O primeiro álbum de Andre Matos em sua carreira solo foi o Time to Be Free lançado em 2007 e sucedido por sua primeira turnê pelo Brasil, Europa e Japão com seu novo projeto. Em 2009 o segundo álbum de sua carreira solo foi lançado sob o nome Mentalize. No ano seguinte, ele participaria mais uma vez do projeto Avantasia, desta vez no álbum The Wicked Symphony, embora desta vez cantasse em apenas uma faixa: "Blizzard on a Broken Mirror". Ainda em 2010, Andre Matos e o guitarrista finlandês Timo Tolkki anunciavam a formação do supergrupo Symfonia. Em abril de 2011, o supergrupo, que contava ainda com Jari Kainulainen, Mikko Härkin e Uli Kusch, lançou o seu primeiro disco, In Paradisum, dando início à turnê mundial da banda no segundo semestre de 2011. O grupo acabou alguns meses depois, após Timo anunciar sua aposentadoria da música.

### The Turn of the Lightse reunião do Viper (2012-2017)
Andre Matos anunciou o baterista Rodrigo Silveira, que substituiria Eloy Casagrande, que foi para o Sepultura. Andre também anunciou que no início de 2012 começara o processo de gravação do terceiro álbum de sua carreira solo.
Em 2012 a banda Viper anunciou a turnê To Live Again Tour para comemorar os 25 anos do álbum Soldiers of Sunrise, onde tocaram pela primeira vez na íntegra os álbuns Soldiers of Sunrise e Theatre of Fate. O primeiro show aconteceu no dia 1º de julho na cidade de São Paulo, com o retorno do vocalista André Matos após 22 anos desde sua saída para a banda Angra e a formação clássica de Pit Passarell, Felipe Machado e Guilherme Martin. O guitarrista Hugo Mariutti tocou no lugar de Yves Passarell, que eventualmente fez participações durante a turnê.[carece de fontes?]
Em julho de 2012 Andre Matos anunciou que o seu terceiro álbum de estúdio em carreira solo, The Turn of the Lights, seria lançado mundialmente dia 22 de agosto de 2012. No Brasil foi lançado pela gravadora Azul Music.

### Turnês comemorativas e Retorno do Shaman (2013–2019)

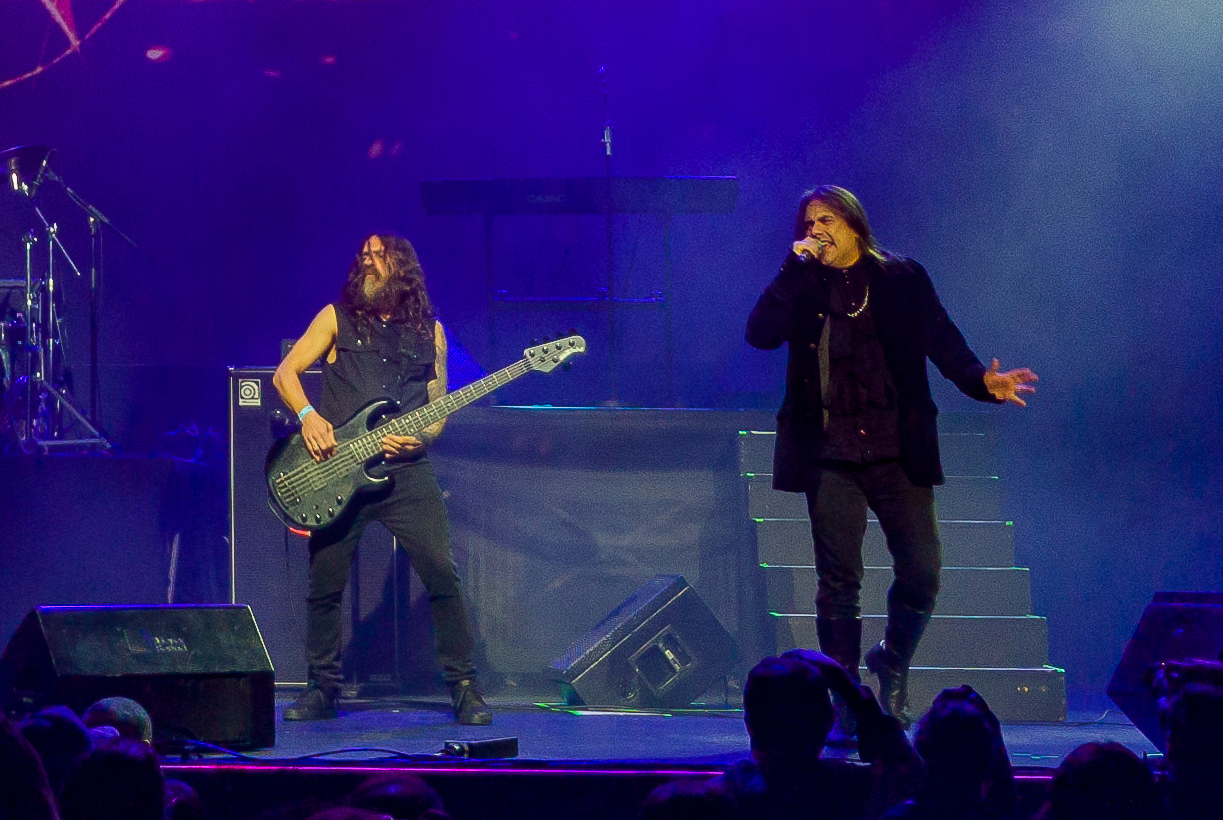
André Matos e Luis Mariutti, em apresentação realizada em 2019.

Devido ao aniversário de 20 anos do lançamento de Angels Cry, o músico tocou o álbum na íntegra durante a turnê de 2013. Devido ao sucesso do tour em 2013, a banda decidiu continuar a digressão pelo Brasil em 2014, sendo que a última apresentação dessa turnê aconteceu no dia 12 de dezembro de 2014, na cidade de Sorocaba, São Paulo.
Em 8 de abril de 2015, Andre Matos completou 30 anos de carreira e anunciou uma grande turnê comemorativa junto com seus companheiros da banda solo. No mesmo dia foi comemorado com uma grande festa no Manifesto Bar, na cidade de São Paulo, o aniversário de 30 anos da banda Viper. O lançamento do CD ao vivo Viper – Live in São Paulo, referente ao show da banda Viper em julho de 2012, foi realizado no dia do evento.
No dia 30 de abril de 2015, no último show antes da turnê comemorativa de 30 anos de carreira do Andre Matos, foi anunciada a saída do guitarrista André Hernandes, que tocava na banda desde 2006. A saída foi amigável e se deu por conta de "Zaza", que mora em Curitiba, estar se dedicando em seus novos projetos.
Para comemorar os seus 30 anos de carreira, Andre Matos lançou em 2015 uma turnê especial: o público iria escolher as músicas que fariam parte do show, dentre 110 composições que abrangem toda a história do vocalista nas bandas Viper, Angra, Shaman e Andre Matos, além de suas participações em projetos como Virgo, Avantasia e Symfonia. A depender da escolha dos fãs, era possível que algumas músicas fossem tocadas ao vivo pela primeira vez na história. O processo de votação seria realizado em duas etapas, através do site oficial do músico.
Em 18 de maio de 2015, aconteceu na cidade de Piedade, São Paulo, a estreia da Tour Andre Matos 30 anos. No mesmo dia foi apresentado o guitarrista substituto de André Hernandes: João Milliet.
No dia 25 de maio de 2018, sua banda Shaman anunciou a sua volta com a formação clássica em São Paulo, na casa de shows Audio. Essa reunião deu-se após milhares de pedidos e até uma campanha com a hashtag #voltashaman, após uma árdua batalha dos fãs contra a rigidez que a formação original demonstrava em voltar com as atividades da banda, os integrantes atenderam o chamado dos fãs que foram surpreendidos com a inesperada notícia. Após algumas semanas, foram anunciados shows para Brasília, Belo Horizonte, Rio Janeiro, Manaus junto de Arch Enemy e Kreator, Fortaleza e Recife. Em fevereiro de 2019, foi anunciado que a banda Shaman tocaria ao lado do Avantasia como atração especial em sua turnê pelo Brasil, o que se concretizou meses depois.

## Morte
Andre Matos morreu em 8 de junho de 2019, aos 47 anos. O falecimento foi anunciado por uma nota publicada nas redes sociais e assinada pelos integrantes da banda Shaman. Os meios de comunicação confirmaram a notícia através de integrantes e assessores de imprensa da banda.
"O destino nos uniu, nos separou, nos reuniu e agora pregou mais essa com a gente. É com profunda dor em nossos corações que nos despedimos do Andre mais uma vez, desta vez de forma definitiva. Além da ferida que jamais cicatrizará, e mesmo sabendo que passamos momentos gloriosos junto ao nosso companheiro e amigo, restará pra sempre o melhor dele em nossos corações".— Comunicado assinado por Hugo Mariutti, Luís Mariutti, Ricardo Confessori, Fábio Ribeiro e Rick Dallal.
Posteriormente, foi confirmado que Andre Matos faleceu devido a um infarto agudo do miocárdio. Conforme um desejo manifestado em vida, não foi realizado velório e o corpo do cantor foi cremado em local não divulgado.
Em 13 de julho de 2019, o prefeito da cidade de São Paulo, Bruno Covas, decretou oficialmente o dia 8 de junho, data da morte de Andre Matos, como o Dia Municipal do Metal. Em 29 de abril de 2020, o governador do Paraná, Ratinho Júnior, sanciona também o "Dia do Metal" no estado em homenagem ao músico.

## Integrantes da banda solo
| Membros da última formação - Andre Matos - vocal (2006-2019) - Hugo Mariutti - guitarra (2006-2019) - João Milliet - guitarra (2015-2019) - Bruno Ladislau - baixo (2010-2019) - Rodrigo Silveira - bateria (2011-2019) | Membros anteriores - Luis Mariutti - baixo (2006-2010) - Rafael Rosa - bateria (2006-2007) - Eloy Casagrande - bateria (2007-2011) - Fabio Ribeiro - teclado (2006-2011) - André Hernandes - guitarra (2006-2015) |

## Filmografia
- André Matos: Maestro do Rock (2021) [26]
- André Matos: Maestro do Rock - Episódio 2 – 2023 [27]

## Discografia
| Solo - Time to Be Free (2007) - Mentalize (2009) - The Turn of the Lights (2012) - Moonlight - The Best Of Andre Matos - Compilação (2019) - Life Goes On - Single (2020) Viper - The Killera Sword (demo, 1985) - Soldiers of Sunrise (1987) - Viper 1989 (demo, 1989) - Theatre of Fate (1989) - All My Life (2007) - (participação especial em "Love is All") - To Live Again - Live in São Paulo (ao vivo, 2015) - The Spreading Soul Forever Single (2020) Angra - Reaching Horizons (demo, 1992) - Angels Cry (1993) - Evil Warning (EP, 1994) - Eyes of Christ (1995) - Live Acoustic at FNAC (ao vivo, 1995) - Holy Land (1996) - Freedom Call (EP, 1997) - Holy Live (ao vivo, 1997) - Fireworks (1998) - Best Reached Horizons (Compilação, 2012) Virgo - Virgo (2001) Shaman - Demo (demo, 2001) - Ritual (2002) - RituAlive (ao vivo, 2003) - Reason (2005) - Videoclipe Reason (2020) Symfonia - In Paradisum (2011) | Outras aparições - (1996) - Nepal - Manifiesto - (1998) - Looking Glass Self - Equinox - (1998) - Superior - Younique - (1998) - Time Machine - Secret Oceans Part II - Eternity Ends - (2000) - Rodrigo Alves - Suddenly - (2001) - Holy Sagga - Planetude - (2001) - Hamlet - Willian Shakespeare's Hamlet - (2001) - Karma - The Speech - (2001) - Sagrado Coração da Terra - A Leste do Sol, Oeste da Lua - (2002) - Avantasia - The Metal Opera - (2002) - Avantasia - The Metal Opera Part II - (2002) - Luca Turilli - Prophet of the Last Eclipse - (2003) - Dr. Sin - 10 Anos Ao Vivo - Fire - (2003) - Aina - Days Of Rising Doom - (2003) - Avalanch - Los Poetas Han Muerto - (2004) - Korzus - Ties Of Blood - (2004) - Thalion - Another Sun - (2005) - Eyes Of Shiva - Deep - (2005) - Epica - Consign to Oblivion - (2005) - Henceforth - Henceforth - (2006) - Krusader - Angus - (2007) - Viper - Love is All - (2008) - Clairvoyants - Word to the Wise - (2009) - HDK - System Overload - (2009) - Corciolli - Lightwalk - (2010) - Avantasia - The Wicked Symphony - (2011) - My Alley - 'Hope - (2012) - Trick or Treat - Rabbits’ Hill Pt.1 - (2016) - Art X - The Redemption Of Cain - (2017) - Soulspell - The Second Big Bang - (2019) - Soulspell - 10 Years Of Soul (DVD) - (2020) - Dune Hill - Song Of Seikilos |

| Ano  | Banda            | Projeto                                              | Aparições                                               |
| ---- | ---------------- | ---------------------------------------------------- | ------------------------------------------------------- |
| 1985 | Viper            |                                                      |                                                         |
| 1986 | Viper            |                                                      |                                                         |
| 1987 | Viper            |                                                      |                                                         |
| 1988 | Viper            |                                                      |                                                         |
| 1989 | Viper            |                                                      |                                                         |
| 1990 |                  |                                                      |                                                         |
| 1991 |                  |                                                      |                                                         |
| 1992 | Angra            |                                                      |                                                         |
| 1993 | Angra            |                                                      |                                                         |
| 1994 | Angra            |                                                      |                                                         |
| 1995 | Angra            |                                                      |                                                         |
| 1996 | Angra            | Nepal - Manifiesto                                   |                                                         |
| 1997 | Angra            |                                                      |                                                         |
| 1998 | Angra            | Looking Glass Self - Equinox                         |                                                         |
| 1998 | Angra            | Superior - Younique                                  |                                                         |
| 1998 | Angra            | Time Machine - Secret Oceans Part II - Eternity Ends |                                                         |
| 1999 |                  |                                                      |                                                         |
| 2000 |                  |                                                      | Rodrigo Alves - Suddenly                                |
| 2001 | Shaman           | Virgo                                                | Holy Sagga - Planetude                                  |
| 2001 | Shaman           | Virgo                                                | Hamlet - Willian Shakespeare's Hamlet                   |
| 2001 | Shaman           | Virgo                                                | Karma - The Speech                                      |
| 2001 | Shaman           | Virgo                                                | Sagrado Coração da Terra - A Leste do Sol, Oeste da Lua |
| 2002 | Shaman           |                                                      | Avantasia - The Metal Opera                             |
| 2002 | Shaman           | Avantasia - The Metal Opera Part II                  |                                                         |
| 2002 | Shaman           | Luca Turilli - Prophet of the Last Eclipse           |                                                         |
| 2003 | Shaman           | Dr. Sin - 10 Anos Ao Vivo - Fire                     |                                                         |
| 2003 | Shaman           | Aina - Days Of Rising Doom                           |                                                         |
| 2003 | Shaman           | Avalanch - Los Poetas Han Muerto                     |                                                         |
| 2004 | Shaman           | Korzus - Ties Of Blood                               |                                                         |
| 2004 | Shaman           | Thalion - Another Sun                                |                                                         |
| 2005 | Shaman           | Eyes Of Shiva - Deep                                 |                                                         |
| 2005 | Shaman           | Epica - Consign to Oblivion                          |                                                         |
| 2005 | Shaman           | Henceforth - Henceforth                              |                                                         |
| 2006 |                  | Krusader - Angus                                     |                                                         |
| 2007 | André Matos SOLO | Viper - Love is All                                  |                                                         |
| 2008 | André Matos SOLO | Clairvoyants - Word to the Wise                      |                                                         |
| 2009 | André Matos SOLO | HDK - System Overload                                |                                                         |
| 2009 | André Matos SOLO | Corciolli - Lightwalk                                |                                                         |
| 2010 | André Matos SOLO | Avantasia - The Wicked Symphony                      |                                                         |
| 2011 | André Matos SOLO | Symfonia                                             | In Paradisum (2011)                                     |
| 2012 | André Matos SOLO |                                                      | Trick or Treat - Rabbits’ Hill Pt.1                     |
| 2013 | André Matos SOLO |                                                      |                                                         |
| 2014 | André Matos SOLO |                                                      |                                                         |